# 明仁街道 (白城市)
明仁街道，是中华人民共和国吉林省白城市洮北区下辖的一个街道办事处。

## 行政区划
明仁街道下辖以下地区：
明仁社区、文化社区、明盛社区、通业社区、兴业社区、红叶社区和日升社区。